# Camponotus consobrinus
Camponotus consobrinus (лат.) — вид муравьёв рода Camponotus из подсемейства формицины (Formicinae). Эндемик Австралии с полиморфной кастой рабочих, имеющих длину от 5 мм (мелкие рабочие) до 15 мм (крупные солдаты). В основном ночные муравьи предпочитают умеренно влажную среду обитания и обычно встречаются в лесах. Они также встречаются в городских районах, где считаются домашними вредителями. Этот вид является конкурентом мясного муравья (Iridomyrmex purpureus) и известно, что между этими двумя видами происходит закупоривание чужих гнёзд. Коконы этого вида употреблялись в пищу коренными австралийцами.

## Распространение и экология
Один из самых широко распространённых муравьёв в Австралии, но чаще всего он встречается на юго-востоке материка. Его ареал вдоль северо-восточного побережья Квинсленда, от Чартерс Тауэрс на севере до Брисбена на юге. Муравьи широко распространены в Новом Южном Уэльсе, Виктории, Австралийской столичной территории и Тасмании. В Южной Австралии это обычный домашний вредитель в Аделаиде, и его популяции в основном встречаются на юго-востоке штата, в то время как этот вид отсутствует на северо-западе. Присутствие его в Западной Австралии ещё предстоит подтвердить. Эти муравьи встречаются в городских районах, эвкалиптовых лесах, сухих склерофилловых лесах, лугах и пустошах, предпочитая мезическую среду обитания. В более засушливых регионах Австралии этот вид отсутствует и обычно заменяется Camponotus nigriceps. Находки C. consobrinus были зарегистрированы на высотах от 170 до 853 метров.
Муравейники находятся в самых разных местах, в том числе в дуплах деревьев, в корнях растений, ветках деревьев и кустарников, между камнями, в почве и под брусчаткой в городах. Иногда колонии образуют небольшие холмики диаметром менее 20 см, обычно воронкообразные и эфемерные. Холмики не возводятся в нетронутых районах, где не происходило деградации земель. Вместо этого вход в гнездо состоит из вертикальной шахты с гладкими стенками, которая имеет диаметр от 15 до 17 миллиметров. Камеры в гнезде имеют внешний вид, аналогичный входу в гнездо (стены в виде шахты), камер обычно имеют длину от 20 до 30 миллиметров с арочной крышей, которая составляет 10 миллиметров в высоту. Выкопанные гнёзда мясных муравьёв (Iridomyrmex purpureus) показывают, что в них также могут обитать C. consobrinus.

## Описание
Муравьи с полиморфной кастой рабочих. Длина от 5 мм у мелких рабочих до 15 мм у крупных солдат и маток. Все касты обладают мощными челюстями. Усики длинные, у самок и рабочих 12-члениковые. Жвалы рабочих с 6 зубцами. Нижнечелюстные щупики 6-члениковые, нижнегубные щупики состоят из 4 сегментов. Стебелёк между грудкой и брюшком состоит из одного сегмента (петиоль). Camponotus consobrinus бывают разных цветов, возможно, из-за экологических, а не генетических влияний. Например, влажность, инсоляция и температура могут влиять на цвет индивидумов.
Маток C. consobrinus легко узнать по их чёрной голове, оранжевой груди и оранжево-коричневой полосе на брюшке. Самцы этого вида полностью чёрные. Боковые стороны груди и ноги буровато-ржавого цвета. Скапус усиков и жвалы чёрные, голова шире груди. Грудь длиннее своей ширины и немного сплющена. Брюшко покрыто мелкими чёрными точками. Отстоящие щетинки золотистые, развиты на груди, но отсутствуют под головой. Щетинки на голенях и скапусе короче, чем на груди. Передняя часть брюшка светлее, чем задняя, а верхняя часть груди изогнута. Метанотум у рабочих незаметен, глаза выступающие, в то время как у солдат метанотум заметен, а глаза плоские. Крылья маток затемнённые, а жилки жёлтые. Хотя у многих видов муравьёв есть метаплевральная железа, у C. consobrinus эта железа отсутствует; количество мальпигиевых сосудов у рабочих равно 21.
Родственный черноголовый сахарный муравей (Camponotus nigriceps) имеет похожий внешний вид и может быть ошибочно принят за C. consobrinus. Однако, черноголовые сахарные муравьи светлее по цвету, чем C. consobrinus, и оранжево-коричневая полоса на их брюшке отсутствует.
|                                                          |  |  |
| Варианты окраски рабочих муравьёв Camponotus consobrinus |  |  |

## Биология

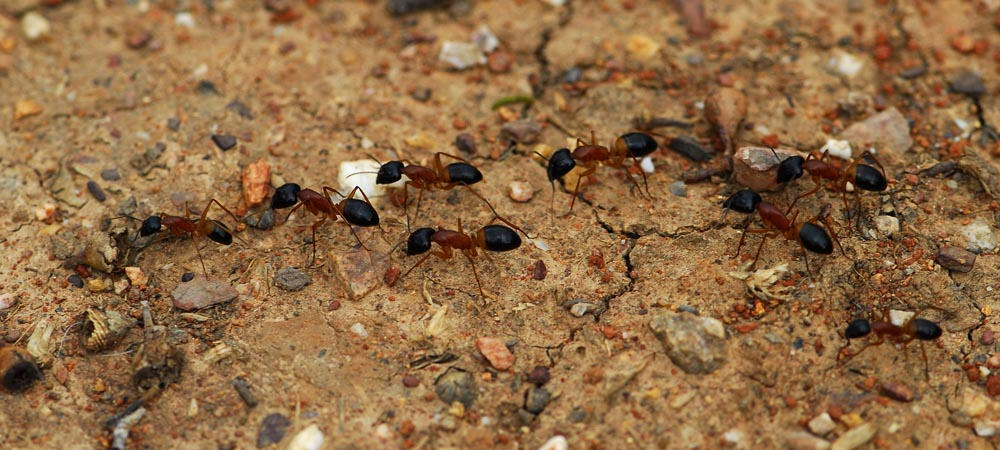
Рабочие рекрутируют дополнительных соплеменников по гнезду для эксплуатации недавно обнаруженных источников пищи методом тандемного бега. Рабочий-разведчик (слева) вернулся в гнездо и ведёт оставшихся в нём рабочих обратно к источнику пищи.

C. consobrinus — доминирующая группа ночных муравьёв в своём ареале. Рабочие чаще всего встречаются в сумерках, когда они ищут пищу на земле или на деревьях казуарины и эвкалипта. Эти муравьи также фуражируют и днём, но чаще встречаются ночью. Они также более активны в тёплое время года, особенно летом. C. consobrinus используют несколько социальных приёмов, чтобы заставить других муравьёв следовать за ними к источнику пищи: это включает в себя рабочего или несущего другого рабочего, или бегущего тандемом или просто оставляющего феромоновый след к источнику. Около 2—35 % рабочих-фуражиров занимаются тандемным бегом.
C. consobrinus часто нападают на гнёзда других видов муравьёв наугад, в то же время игнорируя других муравьёв поблизости. Они используют свои жвалы, чтобы удерживать противников, и используют муравьиную кислоту, чтобы убить их. Собиратели используют визуальные ориентиры, чтобы помочь им сориентироваться или позволить им определить, что они заблудились; рабочие будут определять ориентиры, с которыми они знакомы, чтобы ориентироваться на местности. Когда отдельный муравей чем-либо спровоцирован, он поднимает брюшко и использует свои крупные жвалы, чтобы отбиваться от нападающего. Если его спровоцировать и дальше, он может защитить себя, распыляя муравьиную кислоту из кончика брюшка, чтобы отпугнуть хищников.

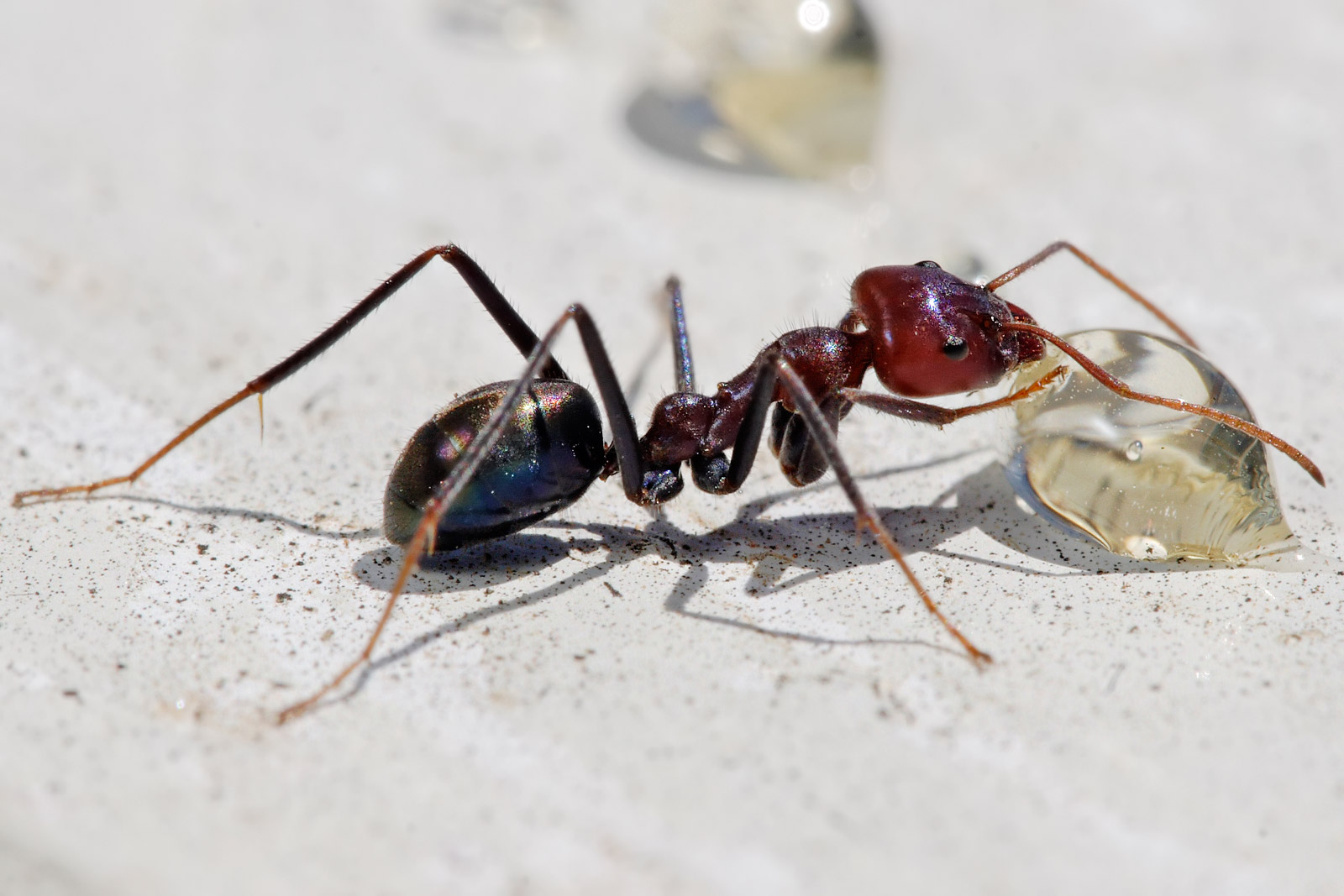
Мясной муравей, главный конкурент C. consobrinus

Распространенным конкурентом C. consobrinus являются мясные муравьи, которые, по наблюдениям, блокируют гнездовые отверстия C. consobrinus галькой и землёй, чтобы не дать им покинуть своё гнездо в ранние часы дня. Муравьи C. consobrinus противодействуют этому, не давая мясным муравьям покинуть своё гнездо, блокируя их гнёзда мусором, что называется закупоркой гнезд. Если гнёзда мясных муравьёв затеняются деревьями, C. consobrinus могут вторгнуться и захватить гнездо, поскольку здоровье колонии может ухудшиться из-за затенения. Члены пораженной колонии мясных муравьёв позже перемещаются в соседнее гнездо-спутник, которое размещается в подходящем месте, в то время как вторгшиеся C. consobrinus заполняют галереи гнёзд чёрным смолистым материалом. В исследовании 1999 года цикадки Pogonoscopus myrmex были помещены в колонию C. consobrinus, чтобы проверить реакцию муравьёв, не являющихся их хозяевами. Эти цикадки подверглись нападению, что свидетельствует об отсутствии симбиотических отношений между ними.
Было замечено, что скворцовые натирают муравьями C. consobrinus свои перья и кожу — поведение, известное как муравление.
Camponotus consobrinus всеядны, а также питаются сладкими жидкостями, выделяемыми сосущими растительноядными насекомыми, такими как тли.
Хотя большинство колоний сахарных муравьев являются моногинными (с одной маткой в гнезде), некоторые из них были полигинны (когда в колонии несколько маток); это четвёртый вид рода Camponotus, который признан проявляющим полигинию. В полигинных семьях матки не территориальные и наблюдается свободное смешивание потомства. Гнёзда, содержащие одну матку, являются монандрическими, где матка спаривается с самцом только один раз.

## Таксономия и этимология

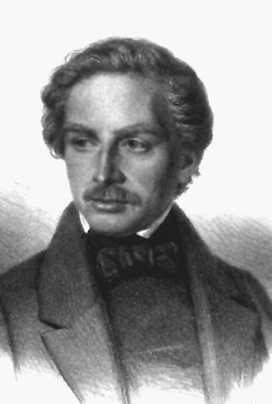
Вильгельм Эрихсон, впервые описавший вид Camponotus consobrinus

Вид был впервые описан в 1842 году немецким энтомологом Вильгельмом Эрихсоном под названием Formica consobrina Erichson, 1842 по материалам из Тасмании. Голотип матки хранится в Музее естествознания в Берлине.
В 1863 году Julius Roger перенёс Formica consobrina в состав рода Camponotus сменив имя на Camponotus consobrinus. В 1933 году американский энтомолог Уильям Уилер описал несколько подвидов и вариететов: C. consobrinus lividipes, C. consobrinus nigriceps, C. consobrinus var. obniger и C. consobrinus var. perthianus. Однако они не долго просуществовали; C. consobrinus nigriceps был повышен в 1934 году до отдельного вида C. nigriceps, в то время как C. consobrinus lividipes был синонимизирован с C. consobrinus. C. consobrinus lividipes снова трактовался в качестве подвида C. nigriceps с 1985 года, ныне известен как C. nigriceps lividipes. В 1996 году C. consobrinus perthianus был синонимизирован с C. nigriceps, а C. consobrinus var. obniger — с C. consobrinus.
Видовое название C. consobrinus происходит от латинского слова consobrina, означающего «кузина, кузен». Это связано со сходством внешнего вида, похожего на облик вида C. herculeanus.
C. consobrinus включён в состав видовой группы Camponotus nigriceps, которая также включает C. clarior, C. dryandrae, C. eastwoodi, C. loweryi, C. longideclivis, C. nigriceps, C. pallidiceps и C. prostans. Этот вид в англоязычной литературе известен как полосатый сахарный муравей (banded sugar ant) из-за его тяги к сладкой пище и оранжево-коричневой полосы, которая присутствует на его брюшке.

## Взаимодействие с человеком
C. consobrinus считается домашним вредителем и иногда встречается ночью в домах. Он способен повредить мебель и фурнитуру, пережёвывая древесину. Для обработки и удаления гнёзд муравьёв используют сероуглерод (дисульфид углерода CS2). Муравьи не представляют опасности для человека, поскольку не способны ужалить и могут распылять только муравьиную кислоту. Однако более крупные солдаты могут нанести болезненный укус своими мощными челюстями, а муравьиная кислота, которую они распыляют, разъедает человеческую кожу. Коконы этого вида использовались в качестве пищи австралийскими аборигенами.